# Гаммонтон (Нью-Джерсі)
Гаммонтон (англ. Hammonton) — місто (англ. town) в США, в окрузі Атлантик штату Нью-Джерсі. Населення — 14 711 особа (2020).

## Географія
Гаммонтон розташований за координатами 39°39′39″ пн. ш. 74°46′1″ зх. д. / 39.66083° пн. ш. 74.76694° зх. д. (39.660780, -74.767021).  За даними Бюро перепису населення США в 2010 році місто мало площу 107,27 км², з яких 105,90 км² — суходіл та 1,38 км² — водойми.

### Клімат
| Клімат : Гаммонтон    | Клімат : Гаммонтон | Клімат : Гаммонтон | Клімат : Гаммонтон | Клімат : Гаммонтон | Клімат : Гаммонтон | Клімат : Гаммонтон | Клімат : Гаммонтон | Клімат : Гаммонтон | Клімат : Гаммонтон | Клімат : Гаммонтон | Клімат : Гаммонтон | Клімат : Гаммонтон | Клімат : Гаммонтон |
| Показник              | Січ.               | Лют.               | Бер.               | Квіт.              | Трав.              | Черв.              | Лип.               | Серп.              | Вер.               | Жовт.              | Лист.              | Груд.              | Рік                |
| Середній максимум, °C | 5,1                | 6,7                | 11,1               | 17,3               | 22,4               | 27,9               | 30,4               | 29,4               | 25,6               | 19,3               | 13,5               | 7,5                | 18,0               |
| Середній мінімум, °C  | −5                 | −4,3               | −0,3               | 5,1                | 10,5               | 16,2               | 18,9               | 17,8               | 12,9               | 6,6                | 2,1                | −2,9               | 6,4                |
| Норма опадів, мм      | 78                 | 76                 | 85                 | 119                | 88                 | 99                 | 106                | 99                 | 96                 | 105                | 98                 | 102                | 1151               |
| Днів з опадами        | 10,4               | 9,9                | 9,7                | 12,6               | 10,9               | 11,7               | 9,8                | 9,0                | 8,3                | 10,0               | 9,1                | 10,9               | 122,1              |
| Днів зі снігом        | 3,2                | 2,5                | ,8                 | ,2                 | 0                  | 0                  | 0                  | 0                  | 0                  | 0                  | 0                  | 1,2                | 7,9                |
| --------------------- | ------------------ | ------------------ | ------------------ | ------------------ | ------------------ | ------------------ | ------------------ | ------------------ | ------------------ | ------------------ | ------------------ | ------------------ | ------------------ |
| Джерело: NOAA         |                    |                    |                    |                    |                    |                    |                    |                    |                    |                    |                    |                    |                    |

## Демографія
Згідно з переписом 2010 року, у місті мешкала 14 791 особа в 5408 домогосподарствах у складі 3757 родин. Було 5715 помешкань
Расовий склад населення:
| - 81,7 % — білих - 3,0 % — чорних або афроамериканців - 1,4 % — азіатів - 0,3 % — корінних американців - 10,8 % — осіб інших рас |

До двох чи більше рас належало 2,8 %. Частка іспаномовних становила 20,9 % від усіх жителів.
За віковим діапазоном населення розподілялося таким чином: 23,4 % — особи молодші 18 років, 60,6 % — особи у віці 18—64 років, 16,0 % — особи у віці 65 років та старші. Медіана віку мешканця становила 39,6 року. На 100 осіб жіночої статі у місті припадало 99,0 чоловіків;  на 100 жінок у віці від 18 років та старших — 95,2 чоловіків також старших 18 років.
Середній дохід на одне домашнє господарство  становив 80 504 долари США (медіана — 62 798), а середній дохід на одну сім'ю — 92 518 доларів (медіана — 78 345). Медіана доходів становила 50 491 долар для чоловіків та 37 648 доларів для жінок. За межею бідності перебувало 10,5 % осіб, у тому числі 17,1 % дітей у віці до 18 років та 6,4 % осіб у віці 65 років та старших.
Цивільне працевлаштоване населення становило 7260 осіб. Основні галузі зайнятості: освіта, охорона здоров'я та соціальна допомога — 22,5 %, мистецтво, розваги та відпочинок — 16,2 %, науковці, спеціалісти, менеджери — 12,8 %, будівництво — 9,8 %.

## Відомі люди
- Джилл Байден (народилася 1951 р.)